# Istocheta barbata
Istocheta barbata là một loài ruồi trong họ Tachinidae.